# Лива (Чад)
Лива (фр. Liwa) — город и супрефектура в Чаде, расположенный на территории региона Лак. Входит в состав департамента Мамди.

## Географическое положение
Город находится в западной части Чада, к востоку от озера Чад, на высоте 290 метров над уровнем моря.
Населённый пункт расположен на расстоянии приблизительно 206 километров к северо-западу от столицы страны Нджамены.

## Население
По данным официальной переписи 2009 года численность населения Ливы составляла 41 748 человек (21 205 мужчин и 20 543 женщины). Население супрефектуры по возрастному диапазону распределилось следующим образом: 54,7 % — жители младше 15 лет, 40,6 % — между 15 и 59 годами и 4,7 % — в возрасте 60 лет и старше.

## Транспорт
Ближайший аэропорт расположен в городе Бол.